# Rudolf Blankenburger
Rudolf Blankenburger (* 18. November 1911 in Dresden; † nach 1979) war ein deutscher Politiker (SPD/SED), Konsumgenossenschafts- sowie Außenhandelsfunktionär. Er war Abgeordneter der Volkskammer und Leiter der DDR-Kammervertretung in den Niederlanden.

## Leben
Blankenburger, von Beruf kaufmännischer Angestellter, wurde 1929 Mitglied der SAJ und 1930 Mitglied der SPD. Zwischen 1933 und 1935 leistete er illegale antifaschistische Arbeit und war zeitweise inhaftiert.
Nach dem Zweiten Weltkrieg wurde Blankenburger wieder Mitglied der SPD, 1946 dann Mitglied der SED. Ab 1948 war er Funktionär der Konsumgenossenschaften in Sachsen, von 1949 bis 1951 war er Mitglied des Vorstandes im Landesverband Sachsen der Konsumgenossenschaften (KG). Von 1952 bis 1957 war Blankenburger Mitarbeiter sowie Mitglied des Vorstandes des Verbandes Deutscher Konsumgenossenschaften und zeitweise auch Chefredakteur des Verbandsorgans Der Konsumgenossenschaftler.
Von 1950 bis 1958 war Blankenburger – als Mitglied der VdgB/KG-Fraktion – Abgeordneter der Volkskammer sowie Mitglied des Nationalrates der Nationalen Front.
1958 trat er in den diplomatischen Dienst der DDR und war bis 1962 Leiter der Hauptabteilung Handelsbeziehungen der Kammer für Außenhandel. Von 1963 bis 1972 leitete er als Handelsrat die Vertretung der Kammer für Außenhandel der DDR in den Niederlanden mit Sitz in Amsterdam. Anschließend war er Leiter der Handelspolitischen Abteilung bei der Botschaft der DDR in Norwegen und 1979 Direktor der DDR-Ausstellung auf der 75. Pariser Messe.

## Auszeichnungen
- Vaterländischer Verdienstorden in Silber (1971) und in Gold (1976)